# Saint-Andeux
Saint-Andeux ist eine französische Gemeinde mit 118 Einwohnern (Stand: 1. Januar 2022) im Département Côte-d’Or in der Region Bourgogne-Franche-Comté. Sie gehört zum Arrondissement Montbard und ist Mitglied im Gemeindeverband Communauté de communes de Saulieu-Morvan. Die Bewohner werden Andéoliens und Andéoliennes genannt.

## Geografie

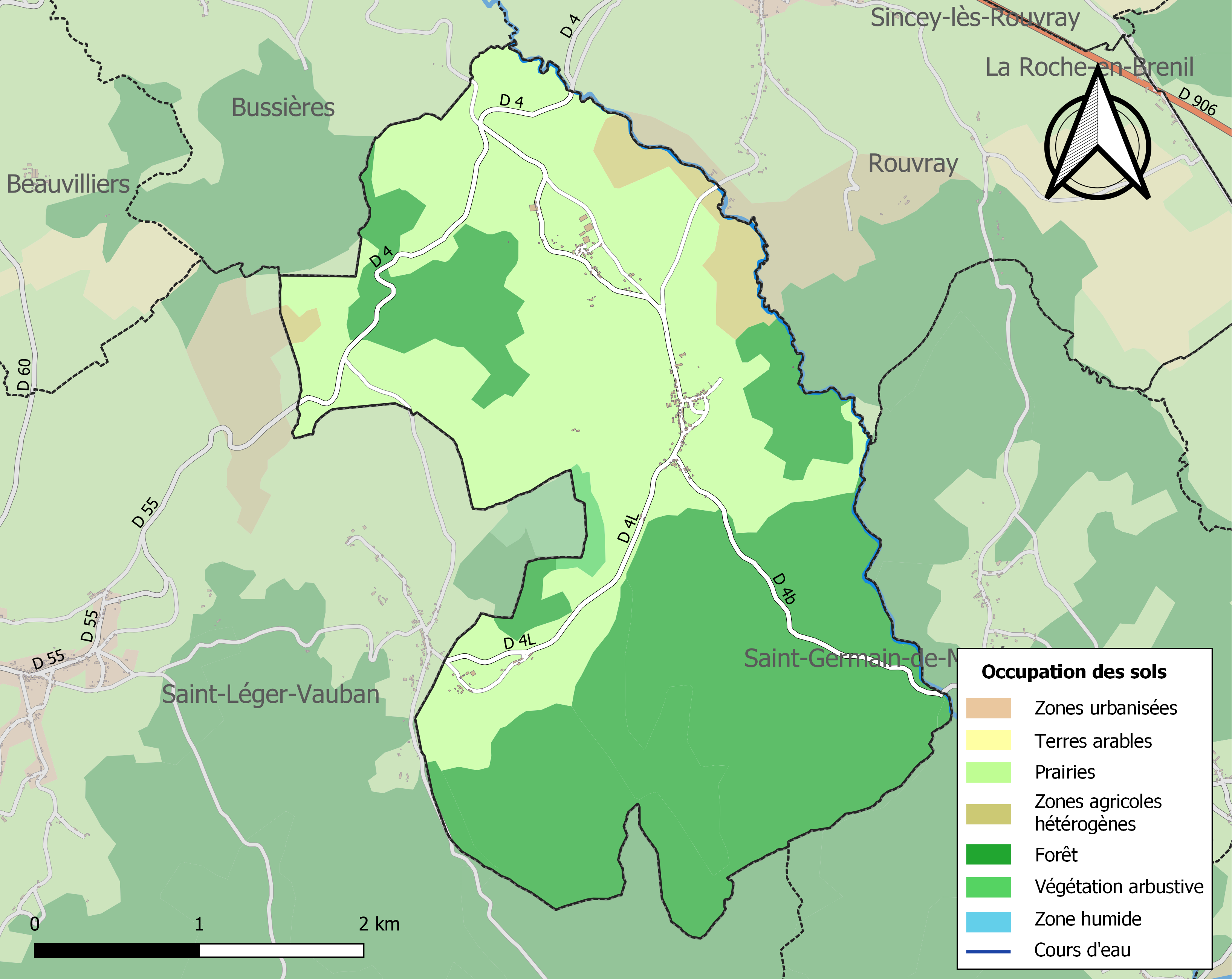
Bodennutzung, Hydrografie und Infrastruktur der Gemeinde (2018)

Saint-Andeux liegt am südwestlichen Rand des Départements an der Grenze zum benachbarten Département Yonne, etwa 17 Kilometer nordwestlich von Saulieu und etwa 72 Kilometer westlich von Dijon. Die Gemeinde im Granitmassiv Morvan befindet sich im Regionalen Naturpark Morvan im Einzugsgebiet der Seine. Ihr Gebiet wird hauptsächlich von der Romanée entwässert, die es im Nordosten begrenzt. Einer ihrer Nebenflüsse, der Vernidard, durchquert das westliche Gemeindegebiet von Süd nach Nord und durchfließt den kleinen Étang de Saint-Andeux, bevor er im äußersten Norden in die Romanée mündet.
Das Gebiet von Saint-Andeux ist Teil des Natura 2000-Schutzgebiets „Milieux humides, forêts, pelouses et habitats à Chauves-souris du Morvan“ (FR2600987) und von drei ZNIEFF-Naturzonen. Über die Hälfte der Fläche der Gemeinde ist bewaldet oder naturbelassen, vor allem im Süden, der andere Teil wird landwirtschaftlich genutzt (Grünland oder Kulturboden).
Saint-Andeux grenzt im Nordosten an Rouvray, im Südosten an Saint-Germain-de-Modéon, im Südwesten an Saint-Léger-Vauban (Département Yonne) und im Nordwesten an Bussières (Département Yonne).

## Bevölkerungsentwicklung
| Jahr                       | 1962 | 1968 | 1975 | 1982 | 1990 | 1999 | 2006 | 2013 | 2020 |
| Einwohner                  | 140  | 136  | 121  | 92   | 93   | 128  | 124  | 133  | 117  |
| Quellen: Cassini und INSEE |      |      |      |      |      |      |      |      |      |

## Sehenswürdigkeiten
- Kirche Saint-Andéol
- Schloss Saint-Andeux aus dem 16. und 20. Jahrhundert

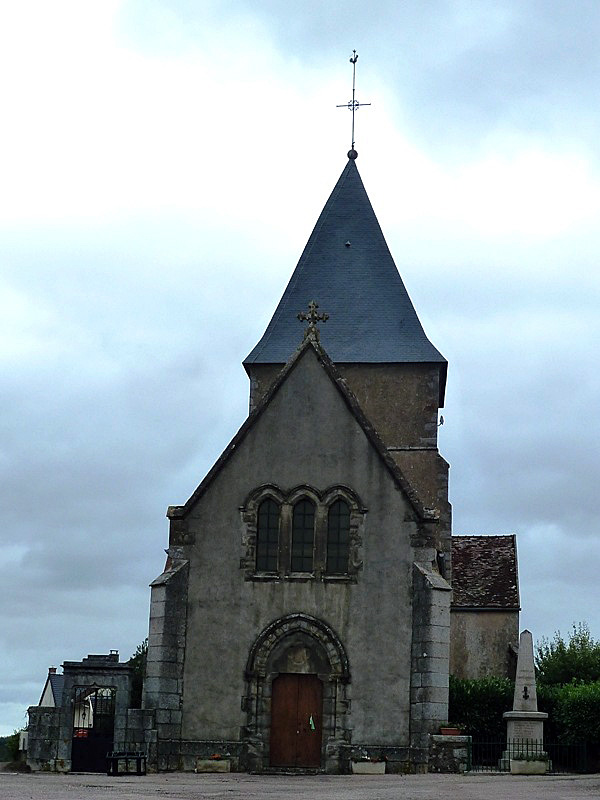
Kirche Saint-Andéol
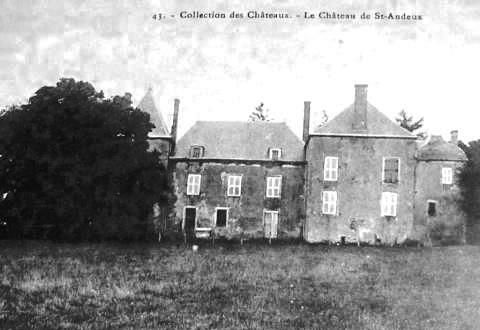
Schloss Saint-Andeux auf einer alten Postkarte